# Dorte Ekner
Dorte Ekner (født 2. maj 1951) er en dansk tennisspiller, der repræsenterede Danmark i 15 holdkampe i Fed Cup i perioden 1973-82, og som har vundet 25 individuelle Danmarksmesterskaber i tennis, heraf seks i damesingle, 11 i damedouble og otte i mixed double. Hun vandt den første titel som 15-årig i 1967, mens den sidste DM-titel blev vundet i 1980.
Det bedste internationale resultat opnåede Ekner i Australian Open 1978, hvor hun nåede kvartfinalen i singleturneringen.

## Internationale resultater

### Grand slam-resultater
Dorte Ekner har deltaget i to grand slam-turneringer: Australian Open 1973 og 1978.
I 1973 tabte hun i første runde af singleturneringen til Marion Proisy med 4-6, 4-6, mens hun i doubleturneringen sammen med franskmanden Nathalie Fuchs nåede frem til anden runde, hvor de tabte til briterne Lesley Charles og Glynis Coles med 4-6, 3-6, efter at have slået et sydkoreansk par i første runde.
I 1978 blev Fed Cup afviklet i Melbourne, og tre uger senere blev Australian Open 1978 spillet samme sted, hvor Ekner i singleturneringen først spillede sig igennem kvalifikationen og derefter i hovedturneringen sensationelt spillede sig frem til kvartfinalen, hvor hun blev slået af den senere vinder af mesterskabet, værtslandets Chris O'Neil, med 5-7, 1-6. I doublemesterskabet dannede hun par med Birgitte Hermansen, men danskerne tabte i ottendedelsfinalen til andenseedede Cynthia Doerner og Kym Ruddell fra Australien med 3-6, 2-6.

### Double
Turneringssejre
| Dato            | Sted               | Kategori                | Underlag  | Makker            | Modstandere                         | Resultat |
| --------------- | ------------------ | ----------------------- | --------- | ----------------- | ----------------------------------- | -------- |
| 16. januar 1976 | København, Danmark | Skandinavisk mesterskab | Indendørs | Mari-Ann Klougart | Ellen Grindvold Anne-Mette Sørensen | 6-3, 7-5 |

## Fed Cup
Dorte Ekner repræsenterede Danmark i Fed Cup i 15 holdkampe i perioden 1973-82. I de 15 holdkampe spillede hun i alt 26 kampe, hvori hun opnåede ni sejre og 17 nederlag, heraf fire sejre og syv nederlag i single samt ni sejre og 17 nederlag i double.

## Nationale resultater
Dorte Ekner har vundet 25 individuelle Danmarksmesterskaber i tennis i perioden fra 1967 til 1980, heraf seks i single, 11 i damedouble og otte i mixed double.
- Udendørs-DM i tennis
  - Damesingle
    -  Guld (3): 1977, 1978, 1979.

  - Damedouble
    -  Guld (4): 1977 (m. Helle Sparre Viragh), 1978, 1979, 1980 (m. Birgitte Hermansen).

  - Mixed double
    -  Guld (5): 1972, 1973, 1974, 1979 (m. Lars Elvstrøm), 1980 (m. Finn Christensen).

- Indendørs-DM i tennis
  - Damesingle
    -  Guld (3): 1978, 1979, 1980.

  - Damedouble
    -  Guld (7): 1967 (m. Pia Balling), 1970, 1976, 1977 (m. Mari-Ann Klougart), 1978, 1979, 1980 (m. Birgitte Hermansen).

  - Mixed double
    -  Guld (3): 1977, 1978, 1979 (m. Lars Elvstrøm).

## Priser
- Dansk Tennis Forbunds Landskampsnål (1967)
- Dansk Tennis Forbunds Lederpris (1994)

## Privatliv
Dorte Ekner er uddannet laborant og har arbejdet på Det Nationale Forskningscenter for Arbejdsmiljø siden 1984.